# 津湧酒
津湧酒是遼寧岫巖前营子镇出产的一系列白酒，源于1905年当地创设的“兴聚合烧锅”，其产品于当地虽有名气，但历经几十年变迁，因市场竞争、变化，及体制问题等原因，后来停产；直至2011年。出生台湾的美籍华人曾国豪先生到此地开设酒厂，方得恢复。为提升质量，引入台湾大曲菌株，并以台湾酿酒法改进了传统酿造工艺，例如将发酵期由原五至七日改为一至俩月，产品因而受到市场欢迎，并多次获奖。现产品除原酱香型白酒外，尚有浓香型白酒和浓酱兼香型白酒，均以红高粱为原料。